# Образование във Финландия
Образователната система във Финландия се състои от програми за дневни грижи (за бебета и малки деца), едногодишна „предучилищна“ подготовка (шестгодишна възраст) и 11-годишно задължително основно общообразователно училище (от седем до осемнадесетгодишна възраст). В момента средното общообразователно и професионално образование, висшето образование и образованието за възрастни са задължителни.
През деветте години на общото основно образование учениците не се подбират, проследяват или насочват. В рамките на класа се провежда и приобщаващо специална педагогика и се полагат усилия за свеждане до минимум на ниските постижения. След завършване на основното образование учениците трябва да изберат да продължат средното си образование в академично направление (lukio) или в професионално направление (ammattioppilaitos), като и двете направления обикновено продължават три години и дават право на продължаване на образованието във висше учебно заведение. Висшето образование се разделя на университетска и политехническа система (ammattikorkeakoulu, известна също като „университет за приложни науки“). Университетите издават дипломи за висше образование и докторски степени. По-рано само завършилите университети са можели да получат по-високи (следдипломни) степени, но след въвеждането на Болонския процес всички притежатели на бакалавърска степен вече могат да се квалифицират за по-нататъшно академично обучение. В страната има 17 университета и 27 университета за приложни науки.
Програмата за развитие на ООН извежда индекса на образование, който отразява средната продължителност на обучението на възрастните и очакваната продължителност на обучението на децата и който поставя Финландия на четвърто място в света към 2019 г.
Финландия неизменно заема високо място в проучването PISA, което сравнява националните образователни системи в международен план, въпреки че през последните години Финландия е изместена от челните места. В проучването от 2012 г. Финландия се класира на шесто място по четене, на дванадесето място по математика и на пето място по природни науки, докато в проучването от 2003 г. Финландия е на първо място по природни науки и четене и на второ място по математика. Световният икономически форум класира финландското висше образование на първо място.
Макар да се радва на общия си успех, Финландия има разлики между половете в стандартите за четене на PISA 2012, посочени в доклад на Brookings Institution от 2015 г., но това може да се отдаде на много фактори, като например избора на сфера на работа, в която всеки решава да навлезе. Резултатите на 15-годишните момчета тогава не се различават съществено от средните за OECD и изостават с 0,66 стандартни отклонения от тези на момичетата на същата възраст.
Правителствата на Юрки Катайнен, Александър Стуб и Юха Сипиля намаляват средствата за образование във Финландия за периода 2011 – 2018 г. с общо 1,5 милиарда евро. Броят на служителите в университетите и колежите е намален с повече от 7500 души.

## Образование в ранна детска възраст
Във Финландия детските градини и яслите от висок клас се считат за изключително важни за развитието на уменията за сътрудничество и общуване, които са важни за подготовката на малките деца за образование през целия живот, както и за формалното обучение по четене и математика. Този подготвителен период продължава до седем годишна възраст.
Финландското образование в ранна детска възраст набляга на уважението към индивидуалността на всяко дете и на възможността то да се развие като уникална личност. Финландските педагози в ранна детска възраст също така насочват децата към развиване на социални и интерактивни умения, насърчават ги да обръщат внимание на нуждите и интересите на другите хора, да се грижат за другите и да имат положително отношение към другите хора, другите култури и различната среда. Целта на постепенното предоставяне на възможности за по-голяма независимост е да се даде възможност на всички деца да се грижат за себе си, когато „станат възрастни, да могат да вземат отговорни решения, да участват продуктивно в обществото като активни граждани и да се грижат за други хора, които ще имат нужда от тяхната помощ“.

## Гимназиално образование
Гимназиалното образование започва на 15 или 16 години и продължава три до четири години (приблизително колкото последните две години на американското средно училище и това, което в САЩ би било двугодишен общински или младши колеж). Преди това то не е било задължително, но от септември 2021 г. става задължително. Финландските ученици от горните класове на средното училище могат да избират дали да преминат професионално обучение за развиване на професионална компетентност и/или за подготовка за политехнически институт, или да постъпят в академичен горен курс, насочен към подготовка за университетско обучение и следдипломни професионални степени в области като право, медицина, естествени науки, образование и хуманитарни науки. Приемът в горните курсове на академичните училища се основава на средния успех, а в някои случаи и на академични тестове и интервюта. Например през 2007 г. 51% от възрастовата група са били записани в академичните гимназии.

## Висше образование
Във висшето образование има два сектора: традиционни университети (на фински: yliopisto, universitet) и университети за приложни науки (ammattikorkeakoulu, yrkeshögskola, или накратко AMK/YH). Приемът се извършва въз основа на средния успех от дипломата за средно образование, зрелостния изпит (abitur) и приемните изпити за университет. Процесът на подбор е напълно прозрачен, основан на постиженията и обективен; няма кандидатстудентски есета, няма човешки фактор при подбора, няма подкрепа за слабо представените малцинства (с изключение на предварително зададени квоти за шведскоговорещи) и няма тежест на извънкласните дейности. Освен това приемните изпити рядко са дълги изпити с избор между няколко отговора, а вместо това се състоят от по-малък брой по-дълги и по-сложни въпроси, които се предполага, че проверяват нещо повече от запаметяване и бързо механично решаване на задачи. Поради това процесът на подбор е много различен от този в много други страни.

## Образование за възрастни
Завършването на средно училище по професионална програма с пълни класове по тригодишна учебна програма осигурява официална квалификация за по-нататъшно обучение. Въпреки това може да се окаже, че е необходимо да се придобие образование след средно образование, преди да се постъпи в университет, тъй като приемните изпити изискват сравнително високо ниво на знания. Образованието след средно образование се предоставя от общински училища или независими „центрове за обучение на възрастни“, които могат да предоставят или професионално образование, или обучение на ниво общообразователно училище или гимназия. В тези програми е възможно да се получи диплома за зрелост или да се подобрят оценките от общообразователното училище. Нова професия може да бъде усвоена и от възрастен в център за обучение на възрастни (aikuiskoulutuskeskus, vuxenutbildningscenter), например ако структурни промени в икономиката са направили старата професия излишна.